# Фейетт (Нью-Йорк)
Фейетт (англ. Fayette) — город в округе Сенека, штат Нью-Йорк, США. По данным переписи 2020 года, численность населения составляла 3617 человек. Город расположен в северо-центральной части округа, к юго-востоку от Дженивы, штат Нью-Йорк.

## История
Сенека была частью Центрального Нью-Йоркского военного тракта и впервые была заселена около 1790 года.
Город был основан из части города Ромьюлес в 1800 году как «Город Вашингтон», но принял нынешнее название в 1808 году.

## Население
| 2010 | 2020  |
| ---- | ----- |
| 3929 | ↘3657 |